# Hypoceras mulsanti
Hypoceras mulsanti is een keversoort uit de familie lieveheersbeestjes (Coccinellidae). De wetenschappelijke naam van de soort is voor het eerst geldig gepubliceerd in 1876 door Chapuis.